# حزب العمال (المملكة المتحدة)
حزب العمال (بالإنجليزية: Labour Party)‏ هو حزب سياسي يحسب على يسار الوسط في المملكة المتحدة. يرجع تاريخه إلى عام 1900 حين تكونت لجنة لتمثيل العمال في البرلمان. تم في عام 1906 انتخاب 26 عضوا من العمال، وقد وجد حزب العمل جذوره في تنظيمات خارج البرلمان فقد كان عبارة عن اتحاد لجماعات معينة ومصالح معينة تميزت بالتنوع ومن أهم هذه الجماعات: حركة نقابات العمال، ومجموعة الجمعيات الاشتراكية وحزب العمال المستقل والجمعية الفابية والاتحاد الماركسي الاشتراكي الديمقراطي.
ويهتم حزب العمل بإعادة توزيع الثروة من خلال نظام متطور للضرائب المباشرة وذلك لمصلحة العمال وعائلاتهم.
أصبح الحزب منذ عام 1924 ثاني أكبر الأحزاب في المملكة المتحدة وتولى الحكم في الفترة من 1929 حتى 1931 بدعم من حزب الأحرار.

## تاريخيًا

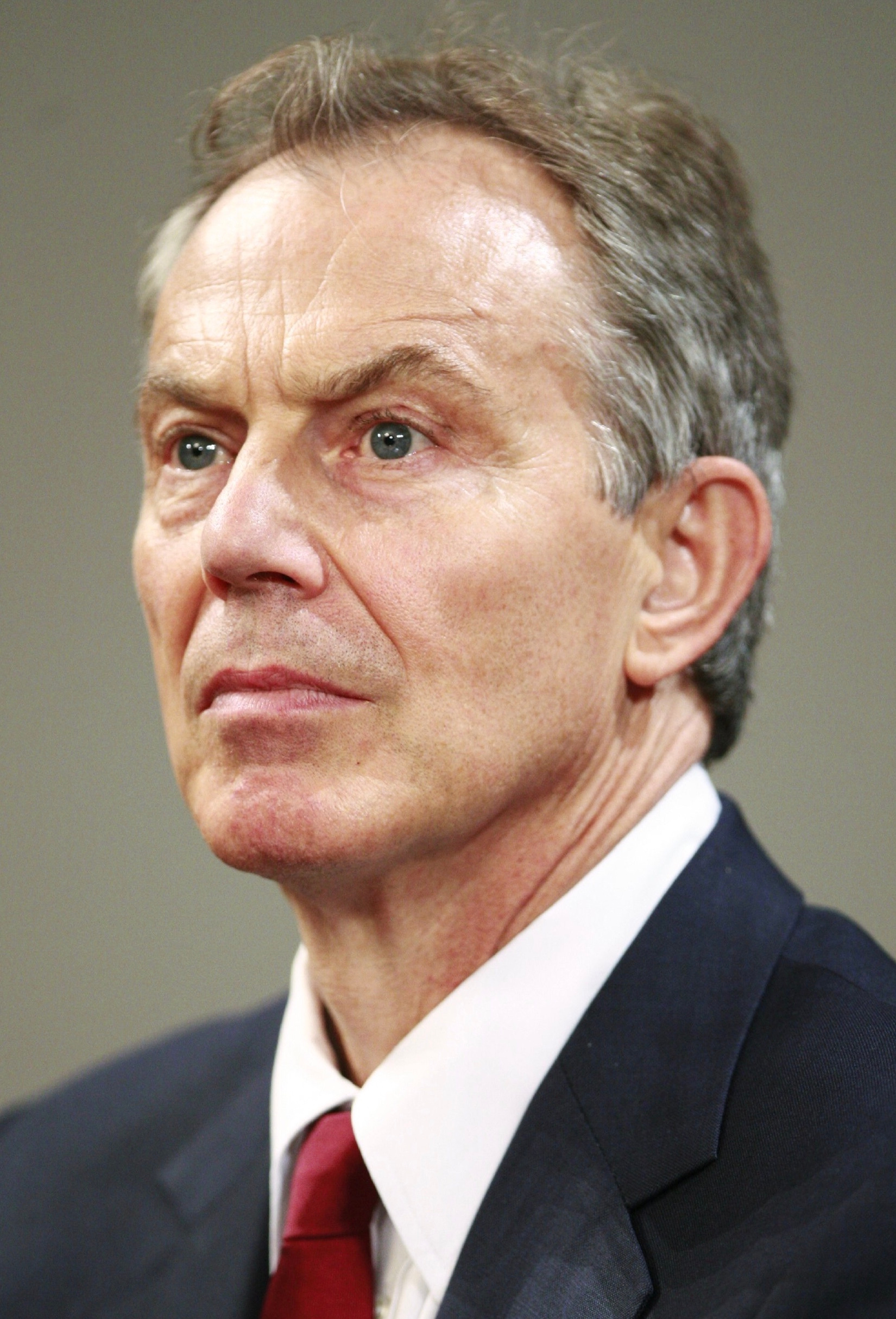
توني بلير

### الأصول وحزب العمل المستقل (1860-1900)
نشأ حزب العمال في أواخر القرن التاسع عشر بهدف تلبية الطلب على حزب سياسي جديد يمثل مصالح واحتياجات الطبقة العاملة الحضرية، وهي فئة ديموغرافية ازداد عددها، وكثير منهم حصلوا على حق الاقتراع عند تمرير قانون تمثيل الشعب لعام 1884. أصبح بعض أعضاء حركة النقابات العمالية مهتمين بالانتقال إلى المجال السياسي، وبعد امتدادات أخرى لامتياز التصويت في عامي 1867 و1885، أيد الحزب الليبرالي بعض المرشحين برعاية النقابات العمالية. كان جورج أودجر هو أول مرشح للانتخابات الفرعية في ساوثوارك عام 1870. بالإضافة إلى ذلك، تشكلت عدة مجموعات اشتراكية صغيرة في نفس الوقت تقريبًا، بهدف ربط الحركة بالتحركات السياسية. ومن بين هؤلاء كان حزب العمل المستقل (ILP)، وجمعية فابيان الفكرية، والاتحاد الماركسي الاشتراكي الديمقراطي وحزب العمال الأسكتلندي.
في الانتخابات العامة لعام 1895، قدم حزب العمال المستقل 28 مرشحًا لكنه فاز فقط بـ 44325 صوتًا. اعتقد كير هاردي، زعيم الحزب، أنه لتحقيق النجاح في الانتخابات البرلمانية، سيكون من الضروري الانضمام إلى مجموعات يسارية أخرى. ساهمت جذور هاردي كواعظ عادي في خلق روح في الحزب، وعلق الأمين العام مورجان فيليبس في الخمسينيات على ذلك بأن «الاشتراكية في بريطانيا تدين بالمنهجية أكثر من ماركس نفسه».

### لجنة التمثيل العمالي (1900–1906)
في عام 1899، اقترح عضو دونكاستر في الجمعية المندمجة لموظفي السكك الحديدية، توماس آر ستيلز، في فرع نقابته أن يدعو مؤتمر النقابات العمالية إلى مؤتمر خاص لجمع جميع المنظمات اليسارية معًا وتشكيلها في هيئة واحدة. وافق مؤتمر النقابات العمالية على الاقتراح في جميع مراحله، وعقد المؤتمر المقترح في قاعة التجمعات التذكارية في شارع فارينغدون، في لندن في 26 و27 فبراير عام 1900. وحضر الاجتماع طيف واسع من الطبقة العاملة واليسارية والمنظمات، ومثلت النقابات العمالية الموجودة حوالي نصف أعضاء المؤتمر.
بعد المناقشة، وافق المندوبون البالغ عددهم 129 على اقتراح هاردي لإنشاء «مجموعة عمالية خاصة في البرلمان، والتي يجب أن تملك نمطًا خاصًا بها، وتتفق على سياستها التي يجب أن تتعاون مع أي حزب موجود، وتشارك في تعزيز التشريعات من أجل المصالح المباشرة للعمال». أدى هذا إلى إنشاء جمعية تسمى لجنة التمثيل العمالي (LRC)، تهدف إلى تنسيق المحاولات لدعم النواب الذين ترعاهم النقابات العمالية وتمثيل الطبقة العاملة. لم يكن للجمعية زعيم واحد، وعند غياب أحدهم، انتُخب مرشح حزب العمل المستقل رامزي ماكدونالد أمينًا. كانت لديه المهمة الصعبة المتمثلة في الحفاظ على توحيد الآراء المختلفة في لجنة التمثيل العمالي. جاءت الانتخابات العامة لعام 1900، والتي يشار إليها أيضًا باسم «انتخابات الخاكي»، في وقت مبكر جدًا للحزب الجديد للقيام بحملة فعالة، وبلغ إجمالي النفقات للانتخابات 33 جنيهًا إسترلينيًا فقط. كان 15 مرشحًا فقط تحت رعايتهم، ونجح منهم اثنان فقط، هم: كير هاردي في ميرثير تيدفيل وريتشارد بيل في ديربي.
ازداد دعم لجنة التمثيل العمالي من خلال قضية تاف فيل لعام 1901، وهي نزاع بين المضربين وشركة السكك الحديدية التي انتهت بإصدار أمر من النقابة بدفع 23000 جنيه إسترليني كتعويض عن الإضراب. جعل الحكم الإضرابات غير قانونية فعليًا، إذ يمكن لأصحاب العمل تعويض تكلفة الأعمال المفقودة من النقابات. أدى القبول الواضح لحكومة آرثر بلفور المحافظة للمصالح الصناعية والتجارية (تقليديًا حلفاء الحزب الليبرالي في معارضة مصالح المحافظين) إلى تكثيف الدعم للصليب الأحمر الليبرالي ضد حكومة يبدو أنها لا تهتم كثيرًا بالبروليتاريا الصناعية ومشاكلها.
في الانتخابات العامة لعام 1906، فاز المجلس بـ 29 مقعدًا، بمساعدة اتفاقية 1903 السرية بين رامزي ماكدونالد والزعيم الليبرالي ويب هربرت جلادستون والتي هدفت إلى تجنب تقسيم أصوات المعارضة بين حزب العمال والمرشحين الليبراليين من أجل إزاحة المحافظين من مناصبهم.
قرر أعضاء المجموعة في البرلمان في اجتماعهم الأول بعد الانتخابات اعتماد اسم «حزب العمل» رسميًا في 15 فبراير 1906. انتُخب كير هاردي، الذي لعب دورًا قياديًا في تأسيس الحزب رئيسًا لحزب العمل البرلماني (الزعيم على أرض الواقع)، على الرغم من فوزه بصوت واحد فقط على ديفيد شاكلتون وبعد عدة اقتراعات. في السنوات الأولى للحزب، قدم حزب العمل المستقل (ILP) الكثير من قاعدته النشطة، إذ لم يكن للحزب عضوية فردية حتى عام 1918 ولكنه عمل كتكتل من الهيئات التابعة. قدمت جمعية فابيان الكثير من الحافز الفكري للحزب. كان من أوائل الإجراءات التي اتخذتها الحكومة الليبرالية الجديدة إلغاء حكم تاف فيل.
يوجد محضر الاجتماع الأول لحزب العمال في عام 1906 في متحف تاريخ الشعب في مانشستر، ويعرضها في صالات العرض الرئيسية. يوجد أيضًا داخل المتحف مركز دراسات وأرشيف تاريخ العمل، والذي يضم مجموعة من الأوراق الخاصة بحزب العمل، والتي تبدأ منذ عام 1900 حتى يومنا هذا.

### الحكومة العمالية الأولى وفترة المعارضة (1923-1929)
جرت الانتخابات العامة لعام 1923 بناءً على مقترحات المحافظين، ولكن على الرغم من حصولهم على أكبر عدد من الأصوات وبقائهم الحزب الأكبر، لكنهم خسروا أغلبيتهم في البرلمان، مما استلزم تشكيل حكومة تدعم التجارة الحرة. وهكذا، بموافقة ليبراليي أسكويث، أصبح رامزي ماكدونالد أول رئيس وزراء لحزب العمال في يناير 1924، وشكل أول حكومة عمالية، على الرغم من أن حزب العمال يضم 191 عضوًا فقط (أقل من ثلث مجلس العموم). كان الإنجاز الأكثر أهمية لأول حكومة عمالية هو قانون الإسكان في ويتلي، الذي بدأ برنامج بناء يضم 500 ألف منزل بلدي للإيجار للعمال ذوي الأجور المنخفضة. وأُقرّ تشريع بشأن التعليم والبطالة والتأمينات الاجتماعية وحماية المستأجرين. ومع ذلك، نظرًا لأن الحكومة اضطرت إلى الاعتماد على دعم الليبراليين، لم تستطع تنفيذ العديد من سياساتها الأكثر إثارة للجدل مثل تأميم صناعة الفحم، أو ضريبة رأس المال. على الرغم من عدم إدخال تغييرات جذرية، أظهر حزب العمل أنه قادر على الحكم.
لم تكن هناك إضرابات عمالية كبيرة خلال فترة ولايته؛ ولذلك تصرف ماكدونالد بسرعة لإنهاء تلك التي اندلعت بالفعل. عندما انتقد المدير التنفيذي لحزب العمال الحكومة، أجاب أن «الإعانات العامة، والشعبية (التحدي المحلي للحكومة الوطنية)، والإضرابات من أجل زيادة الأجور، والحد من الإنتاج، ليست فقط اشتراكية، ولكنها قد تضلل روح وسياسة الحركة الاشتراكية».
انهارت الحكومة بعد عشرة أشهر فقط عندما صوت الليبراليون لصالح لجنة تحقيق في قضية كامبل، وهو تصويت أعلن ماكدونالد أنه تصويت بالثقة. شهدت الانتخابات العامة التي تلت ذلك عام 1924 نشر رسالة زينوفييف المزورة قبل أربعة أيام من يوم الاقتراع، والتي تحدثت فيها موسكو عن ثورة شيوعية في بريطانيا. كان للرسالة تأثير ضئيل على تصويت حزب العمال، الذي صمد. كان انهيار الحزب الليبرالي هو الذي أدى إلى الانهيار الساحق للمحافظين. عاد المحافظون إلى السلطة على الرغم من زيادة أصوات حزب العمال من 30.7% إلى ثلث الأصوات الشعبية، وكانت معظم مكاسب المحافظين على حساب الليبراليين.

## نظام العضوية
نظام العضوية في الحزب شديد التعقيد، فهناك عضوية عاملة للأفراد وعضوية بالانتساب للنقابات ويشارك في المؤتمر السنوي للحزب ممثلون عن كل من هذين النوعين، ويهتم الحزب بالحريات المدنية وحقوق الأقليات، ويلتزم بمستوى عال من الإنفاق العام وخاصة في مجالات الرفاهية الاجتماعية والتعليم والخدمات الصحية والإسكانية ويتبع الحزب سياسة خارجية تقوم على الدفاع عن حلف شمال الاطلنطي(الناتو)، والمطالبة بانسحاب المملكة المتحدة من الجماعة الأوربية ونزع السلاح النووي.
ويتركز تأييد الحزب بصفة رئيسة داخل النقابات العمالية وله نفوذ داخل المدن الكبرى، وفي التجمعات الكاثوليكية.

## التغييرات الاجتماعية
تولى زعيم العمال كليمنت أتلي منصب النائب لوينستون تشرشل في الحكومة الائتلافية التي تولت الحكم عام 1940. وأشاع تقرير بيفريدج الذي أعد خلال فترة الحرب الأمل نحو مجتمع أفضل، وسلط الأضواء على التغييرات الاجتماعية التي ستتحقق خلال فترة السلم
غير أن الفوز الكاسح الذي حصل عليه العمال في انتخابات ألف وتسعمائة وخمسة وأربعين كان مفاجئا حتى بالنسبة لمؤيدي الحزب أنفسهم
وشهدت المملكة المتحدة بعد الحرب قيام دولة الرفاه وتأميم الصناعات الرئيسية مثل الفحم والصلب والسكك الحديدية. إلا أن خيبة الأمل ما لبثت أن تبعت ذلك، حين فاز المحافظون في انتخابات ألف وتسعمائة وواحد وخمسين، وأدى الانتعاش الاقتصادي إلى إبقاء العمال خارج السلطة لثلاث عشرة سنة
في الستينيات تمكن حزب العمال بعد أن أعيد تجديده برئاسة هارولد ويلسون من استعادة السلطة، بأغلبية بسيطة في بادئ الأمر عام ألف وتسعمائة وأربعة وستين ثم بأغلبية كبيرة في عام ستة وستين
غير أن المشاكل الاقتصادية لحقت بالحكومة الجديدة، مما أدى إلى تخفيض قيمة الجنيه الإسترليني عام ألف وتسعمائة وسبعين، وبالتالي إلى عودة المحافظين لتولي السلطة
ما لبث حزب العمال أن عاد إلى السلطة عام أربعة وسبعين، بعد فوزه في عمليتي انتخاب في العام ذاته، ليجد نفسه أمام مشاكل جديدة
بعد استقالة هارولد ويلسون المفاجئة من زعامة الحزب، أصبح جيم كالاهان رئيسا للوزراء. ولم يلبث ان وجد نفسه يجلس فوق أزمة اقتصادية تحتاج إلى قرض دولي كبير وخفض في المصروفات العامة
أما القشة القاسمة بالنسبة للعديد من الناخبين فجاءت على شكل شلل أصاب البلاد بسبب النزاعات العمالية خلال الفترة التي أطلق عليها اسم شتاء التذمر

## سنوات التيه
في انتخابات تسعة وسبعين تخلى الناخبون عن العمال واحتلت مارغريت ثاتشر مقر رئاسة الوزراء في 10 داوننج ستريت. وكان ذلك إيذانا ببداية ثمانية عشر عاما من بقاء حزب العمال في مقاعد المعارضة وبأكثر الفترات الحالكة في تاريخ الحزب وفاز المحافظون في أربعة انتخابات على التوالي، ثلاث خلال رئاسة تاتشر والرابع خلال رئاسة جون ميجر.
خلال سنوات التيه، انتقلت زعامة العمال إلى زعيم الجناح اليساري مايكل فوت.
وقامت مجموعة من الوزراء السابقين في الجناح اليميني للحزب عرفت باسم مجموعة الأربعة بالاستقالة من الحزب وإنشاء الحزب الديمقراطي الاجتماعي
عام ألف وتسعمائة وثلاثة وثمانين أعلن حزب العمال عن برنامجه الانتخابي. وقد وصفه البعض في وقت لاحق بأنه أطول رسالة انتحار في التاريخ. وتولى زعامة الحزب نيل كينوك بعد انتهاء ولاية فوت، وقد واجه تحديات قوية أثناء قيامه بضخ دماء جديدة في الحزب.
وفي الوقت الذي بدأ فيه حزب العمال يتحرك خطوة بعد أخرى نحو الحكم، فان كينوك لم يتمكن من قيادته لتحقيق الفوز الحاسم.
وقد خلفه في رئاسة الحزب جون سميث وهو من أعضاء البرلمان الذين كانت لهم مكانتهم وكان ينظر إليه على نطاق واسع بأنه رئيس الوزراء المنتظر. وكانت وفاته المفاجئة بنوبة قلبية عام أربعة وتسعين لطمة قاسية للحزب.

## تجديد الحزب
في عمليات المنافسة التي تلت ذلك، اختير توني بلير زعيماُ، وأخذت مسيرة التحديث التي بدأها نيل كينوك تحث الخطى بقوة.
وواجه مهندسو حزب العمال الجديد معارضة من القوى التقليدية بالتصاقها مع الاشتراكية، وهو ما اعتبرته زعامة الحزب عبئا انتخابيا.
وفي تحرك رمزي للانسلاخ عن الماضي، ألغي البند الرابع الذي يلزم الحزب بعمليات التأميم.
أعيد ترتيب موقع الحزب في يسار الوسط، ودخل العمال انتخابات سبعة وتسعين في وقت بدا فيه أن حكومة المحافظين لم تعد تملك أفكارا جديدة. كما لطخت سمعة أفراد من البرلمانيين من حزب المحافظين ادعاءات بالفساد.
وحمل برنامج العمال الانتخابي صورة حزب يحمل سياسة جديدة، تضع نهاية للانقسام القديم بين يسار ويمين. فكانت النتيجة فوزا كاسحا حمل توني بلير إلى رئاسة الوزارة.

## حزب عمال جديد
ألزم حزب العمال نفسه بتحديث بريطانيا وإقامة مجتمع أكثر عدالة، علما بان بلير يدرك أن الناخبين يرغبون في تطمينات بعدم تكرار أخطاء الماضي
ألغيت السياسة القديمة التي تقضي بفرض الضرائب من أجل المصروفات، وتقرر معاملة الاتحادات العمالية بصورة عادلة دون تحيز. وأعرب الحزب بوضوح عن نيته بان يمسك عصا السلطة من الوسط
وما يطمح إليه العمال هو أن تكون حكومتهم أول حكومة عمالية تفوز بدورة ثانية كاملة في الحكم
إلا أن الانشقاقات بدأت تظهر داخل أروقة الحكم بعد انقضاء شهر العسل. حيث أخذ عدد من أعضاء الحزب المتضررين يتحدثون عن نزعة السيطرة لدى زعامة الحزب والعقوبات التي تفرض على من يخرج عن الإطار المقرر وخلال بضعة أشهر من النصر الذي تحقق في انتخابات سبعة وتسعين، وجد العمال أنفسهم أمام خلاف يتعلق بتبرع قيمته مليون جنيه إسترليني من بيرني إكليستون، رئيس الفورميولا وان
وكانت هناك خلافات أخرى تتعلق بهدايا بالملايين لتمويل الحزب، وإن تعرض المتبرعون الأثرياء لحزب المحافظين بدورهم للمراقبة الشديدة
الانفلات عن القاعدة
وجد كبار أعضاء الحكومة العمالية أنفسهم في مواجهة النقد الصحفي دون أن تكون لهم يد في الأمر
فقد تعرض وزير الصرف العمومي جيفري روبنصون للانتقاد لأنه لم يكشف عن أموال مودعة ببنوك اوفشور. كما استقال وزير شؤون ويلز رون ديفيس بعد لحظة حماقة في إحدى حدائق لندن
واستقال بيتر مندلسون، أحد الذين يعزى إليهم إعادة الحياة إلى حزب العمال، مرتين وليس مرة واحدة
فقد ترك منصبه الوزاري في المرة الأولى عام ثمانية وتسعين عندما كان وزيرا للتجارة بعد خلاف حول حصوله على قرض لشراء منزل. وفي وقت سابق من هذا العام، تخلى عن منصبه وزيرا لشؤون أيرلندا الشمالية في أعقاب اتهامات بالقيام بدور في منح جواز سفر لأثرياء هنود
كما اصيبت الحكومة بحرج حول اختيارها مرشحا معينا لمنصب عمدة مدينة لندن
إذ كان الوزير السابق فرانك دوبسون المرشح الذ اختاره رئيس الوزراء، إلا أن كين ليفينجستون واصل حملته كمستقل رغم أنه من حزب العمال، وفاز بالمنصب
وقد شعر زعماء الحزب بالقلق نتيجة أزمة النفط للعام ألفين، بعد أن أفادت استطلاعات الرأي العام في ذلك الوقت ان الأهالي بدؤوا يتخلون عن حزب العمال
الوسط الراديكالي
وطوال هذا الوقت، ظل التوتر قائما بين القائمين على تحديث العمال من ناحية والحرس القديم من ناحية أخرى. وعندما استقال من منصبه كوزير للدفاع، اعترف بيتر كيلفويل إنه لم يستوعب فعلا مفهوم حزب العمال الجديد
وقال : اعتقد أننا بحاجة إلى مادة نظرية صمغية لتتماسك الأمور بعضها ببعض. وإذا أسرف المرء في الحديث إلى الوسط، فانه لا بد سينأى عن الآخرين في أماكن أخرى
والان يرغب بلير في الحصول على أربع سنوات أخرى وإذا نجح في ذلك فسيكون قد تجاوز الفترة التي قضتها مارجريت ثاشر في دواننج ستريت وهي تزيد على 11 سنة.
وسيرغب بلير في حال انتخابه بإصلاح ق4طاع الخدمات العامة حيث قضى الفترتين الأولى والثانية بالتركيز على الاقتصاد مستهدفا تخفيض الفوائد ونسبة التضخم والبطالة بالإضافة إلى زيادة مستوى النمو الاقتصادي.
ولكن بلير يعلم انه رغم الرخاء الذي يستمتع به الفناخبون منذ سنوات إلا أن قراره المشاركة في غزو العراق قد يكون له أثر عكسي.

## زعماء حزب العمل حتى الآن
1. كير هاردي: (من 17/2/1906 - 22/1/1908).
2. آرثر هندروسن:أول مرة (22/1/1908 - 14/2/1910).
3. جورج نيكول بيرنس: (14/2/1910 - 6/2/1911).
4. رامزي ماكدونالد: أول مرة (6/2/1911- 5/8/1914).
5. آرثر هندروسن: ثاني مرة (5/8/1914 - 24/10/1917).
6. وليام آدامسون: (24/10/1917 - 14/2/1921).
7. جون روبرت كلينس: (14/2/1921 - 21/11/1922).
8. رامزي ماكدونالد: ثاني مرة (21/11/1922- 1/9/1931).
9. آرثر هندروسن: ثالث مرة (1/9/1931 - 25/10/1932).
10. جورج لانزبيري: (25/10/1932 - 8/10/1935).
11. كليمنت أتلي: (8/10/1935 - 14/12/1955).
12. هيوج جيتسكل: (14/12/1955 - 18/1/1963).
13. جروج بروان (بالإنابة): (18/1/1963- 14/2/1963).
14. هارولد ويلسون: (14/2/1963 - 5/4/1976).
15. جيمس كالاهان: (5/4/1976 - 3/11/1980).
16. مايكل فوت: (3/11/1980 - 2/10/ 1983).
17. نيل كينوك: (2/10/1983 - 18/7/1992).
18. جون سميث: (18/7/1992 - 12/5/1994).
19. مارجريت بيكيت (بالإنابة): (12/5/1994 - 21/7/1994).
20. توني بلير: (21/7/1994 - 24/6/2007).
21. جوردون براون: (24/6/2007 - 11/5/2010).
22. هاريت هارمن (بالإنابة): (11/5/2010 - 25/9/2010).
23. إد ميلباند: (25/9/2010 - 13-9-2015 )
24. جيرمي كوربين : ( 14-9-2015 - 4-4-2020)
25. كير ستارمر: (4-4-2020 حتى الآن)

## زعماء حزب العمل الذين تولوا رئاسة الوزراء في بريطانيا
1. رامزي ماكدونالد:أول مرة(22/1/1924-4/11/1924)ثاني مرة(5/6/1929- 7/6/1935).
2. كليمنت أتلي : (من 26/7/1945- 26/10/1951).
3. هارولد ويلسون :أول مرة (من 16/10/1964 - 19/6/1970)، وثاني مرة (4/3/1974 - 5/4/1976).
4. جيمس كالاهان : (5/4/1976 - 4/5/1979).
5. توني بلير : (2/5/1997 - 23/6/2007).
6. جوردون براون : (27/6/2007 - 11/5/2010).

## معرض صور

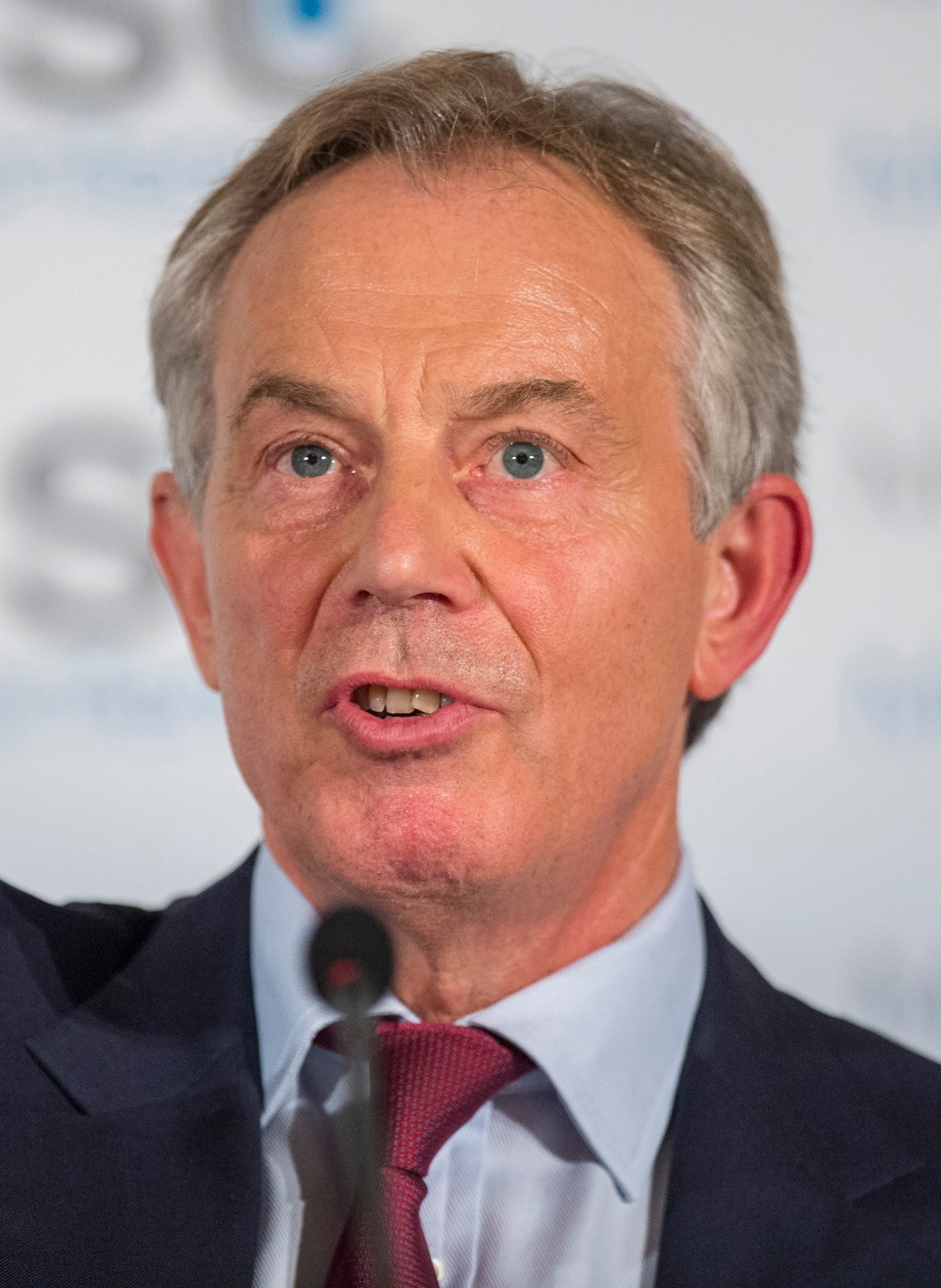
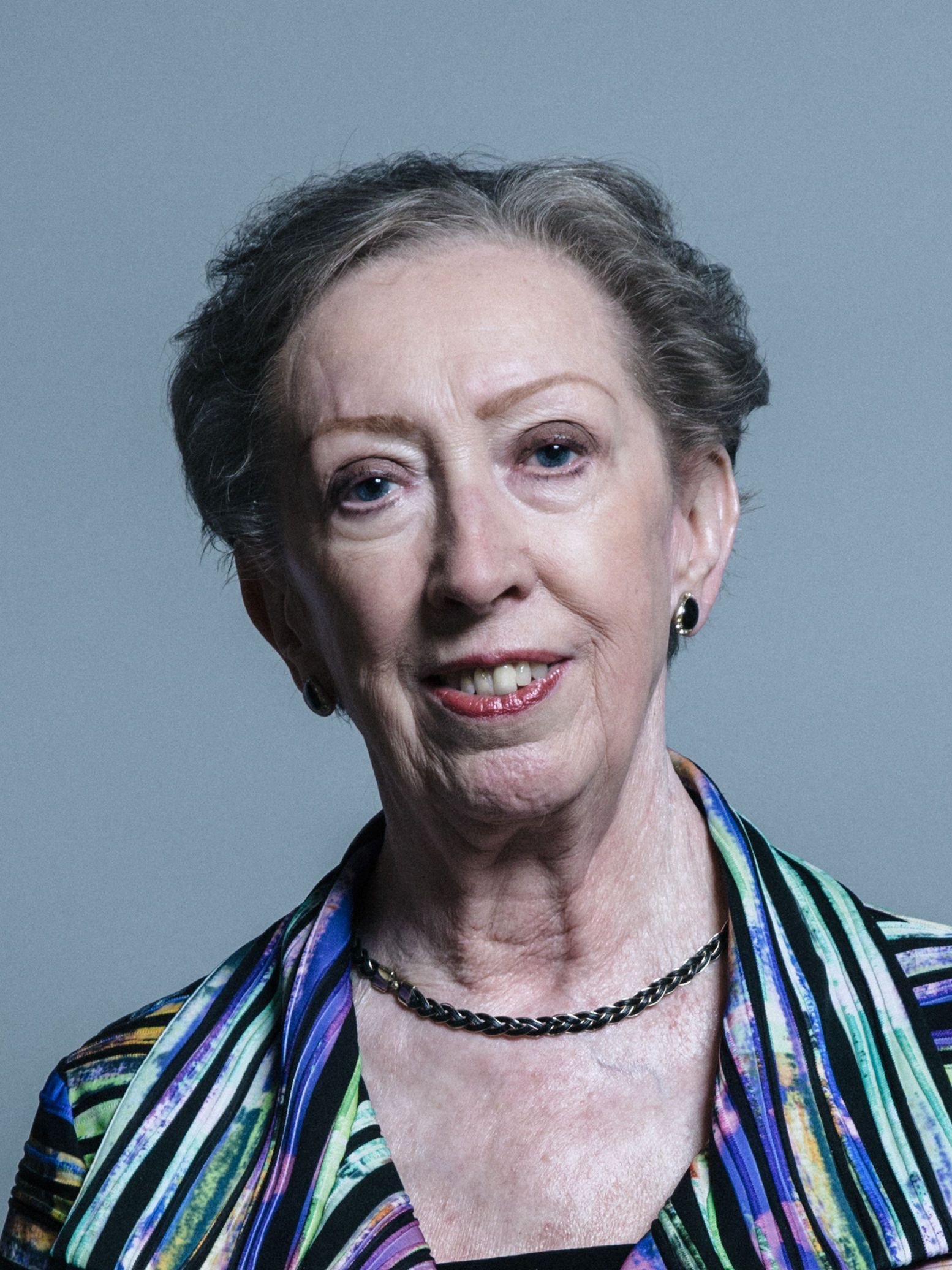
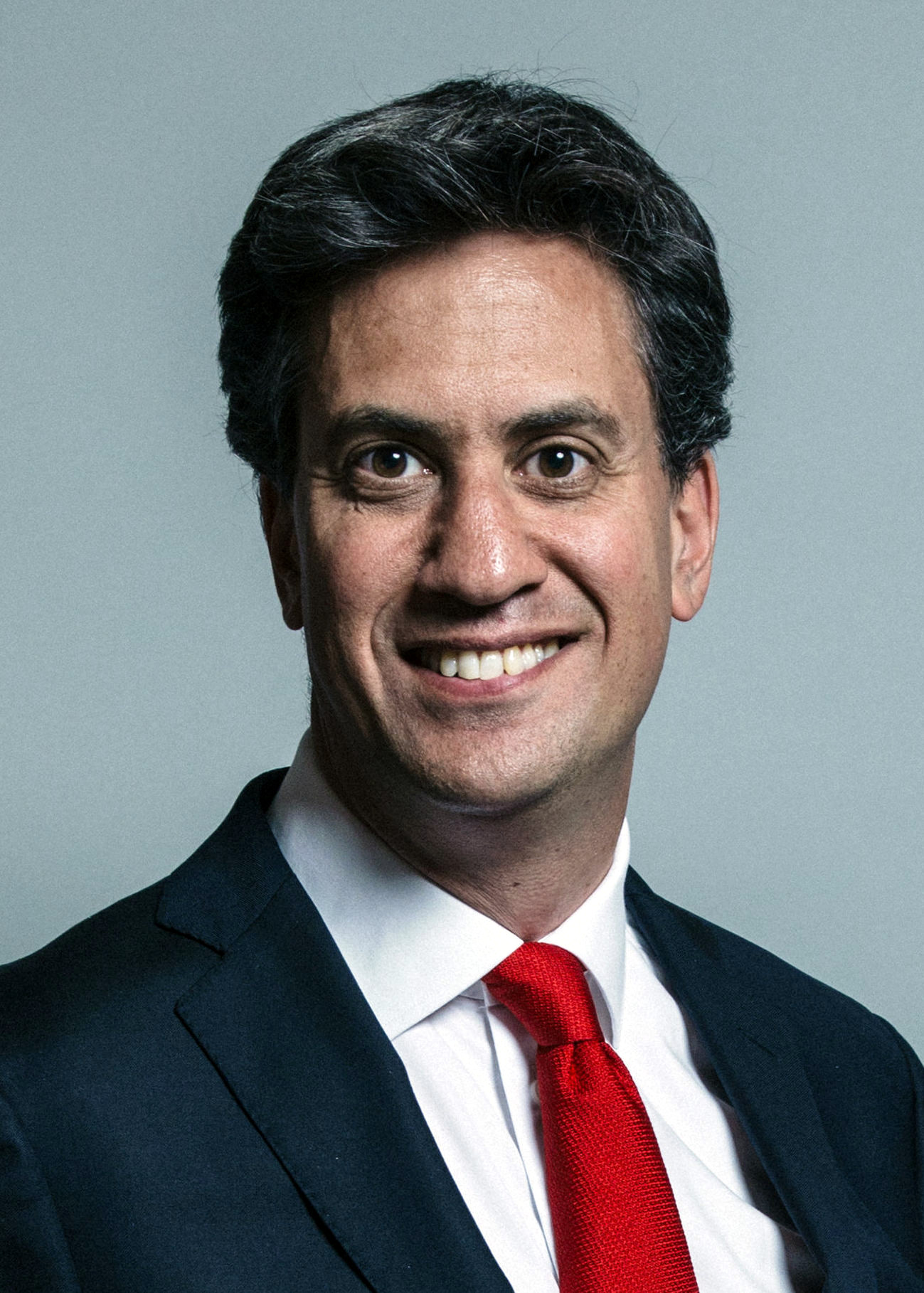
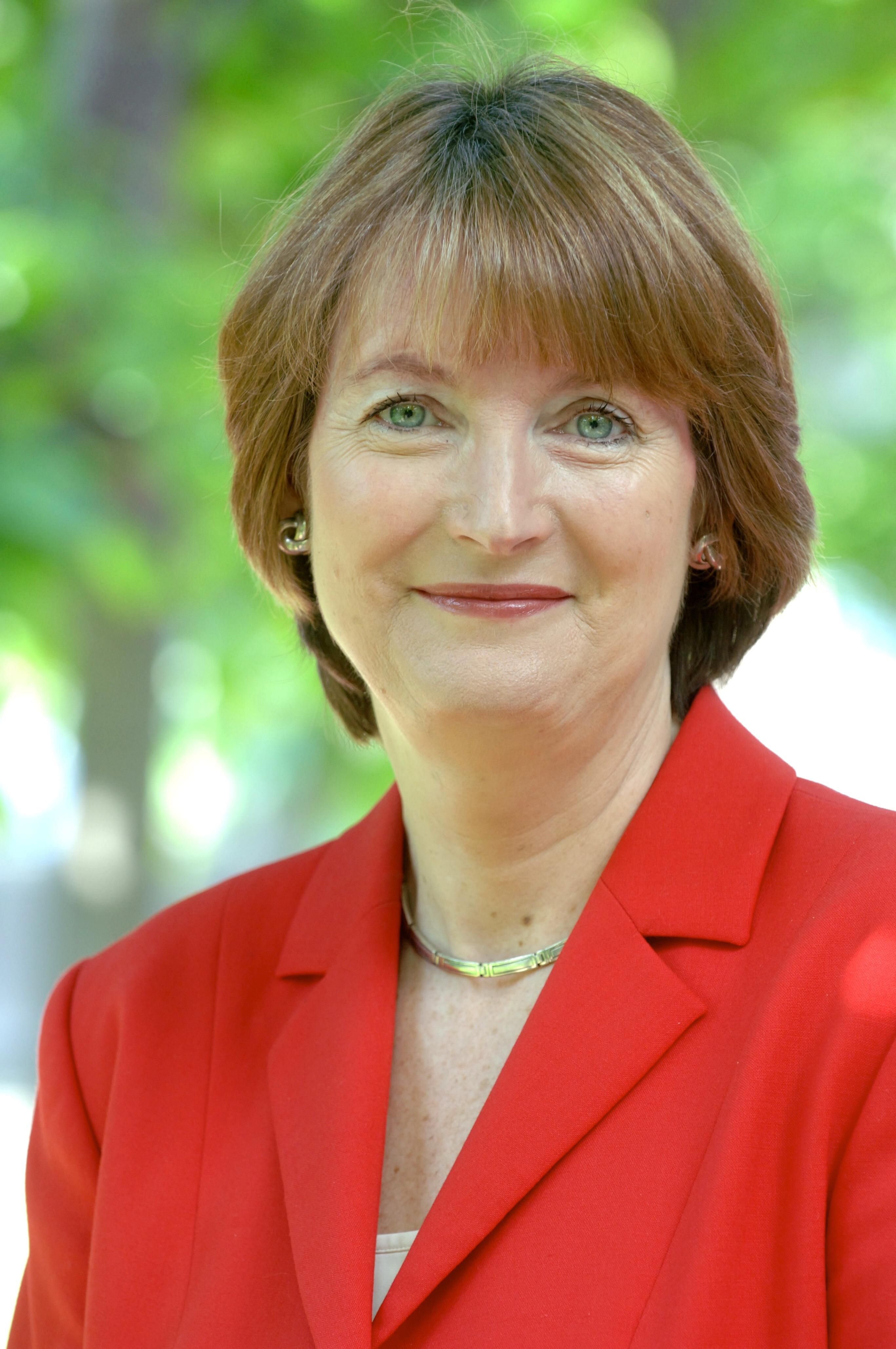
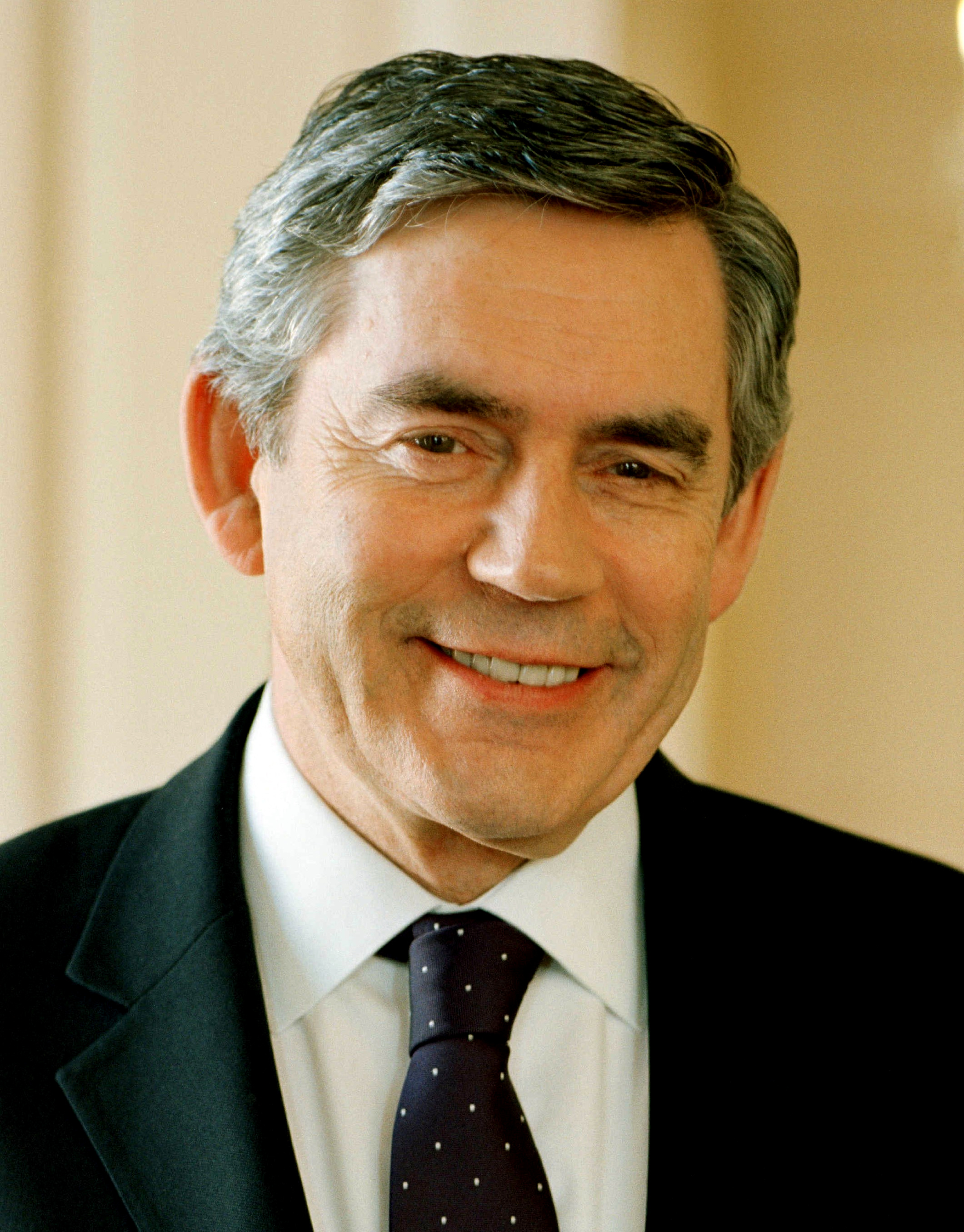
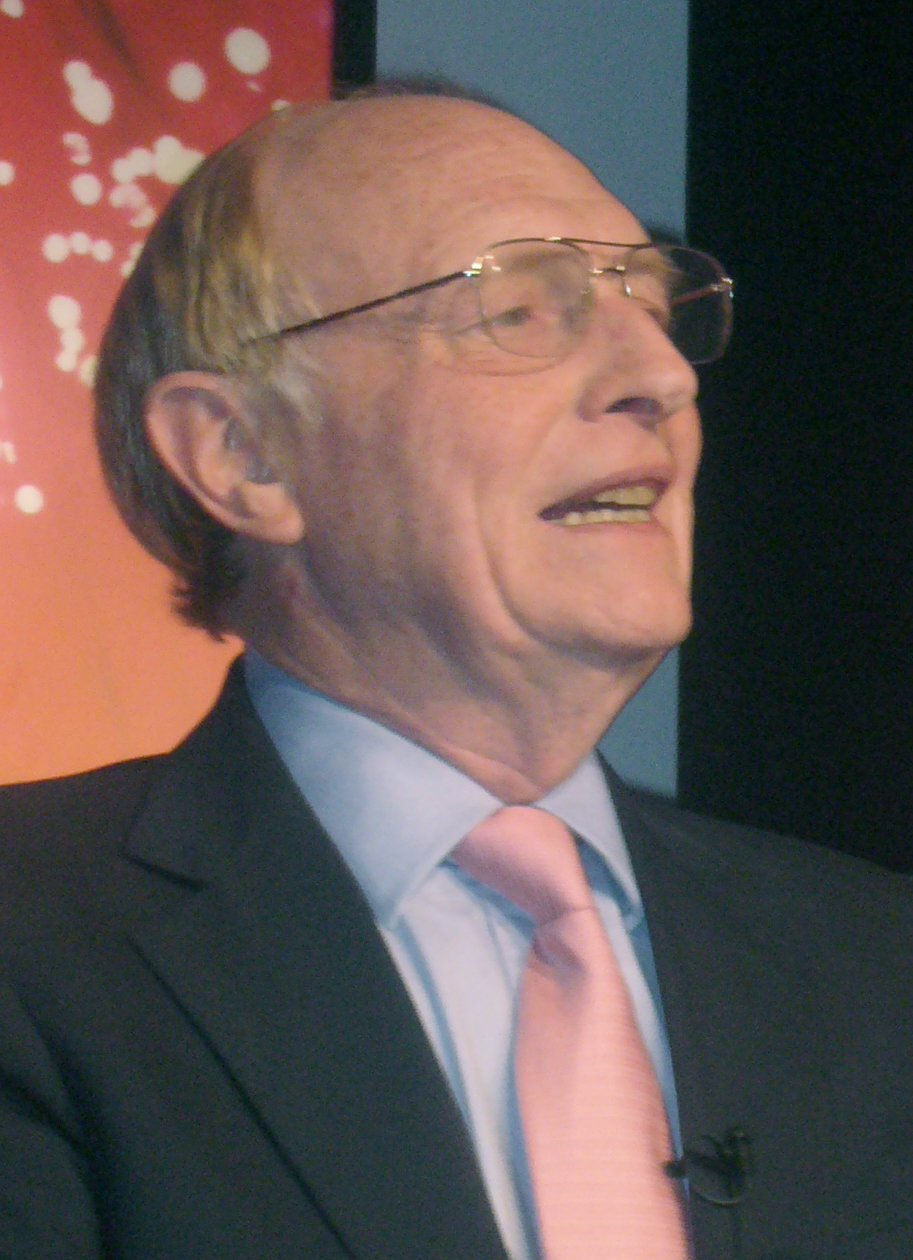

## روابط خارجية
- حزب العمال (المملكة المتحدة) على موقع الموسوعة البريطانية (الإنجليزية)